# Campeonato de Segunda División 1951 (Argentina)
El Campeonato de Segunda División 1951 fue el torneo que constituyó la quincuagésima segunda temporada de la Segunda División y la decimoséptima en la era profesional, también fue la segunda del certamen como tercera categoría. Fue disputado entre el 14 de abril y el 17 de noviembre.
El certamen tuvo la incorporación de 9 equipos: Morón, que se afilió a la Asociación del Fútbol Argentino; Liniers, que ascendió de la Tercera División; y los 7 equipos restantes del certamen mencionado, promovidos por la AFA.
El torneo consagró campeón a Tiro Federal Argentino, tras vencer en la penúltima fecha a Juventud por 5 a 1, y obtuvo el ascenso a la Primera División B. Finalizado el torneo, hubo 2 descensos y los equipos promovidos de la Tercera División volvieron a su certamen, que volvió a disputarse en 1952.

## Ascensos y descensos
| Pos.  | Ascendidos de la Segunda División 1950 |
| ----- | -------------------------------------- |
| 1°    | All Boys                               |
| Prom. | Defensores de Belgrano                 |
| Prom. | Excursionistas                         |

| Pos.  | Ascendidos de la Tercera División 1950 |
| ----- | -------------------------------------- |
| 1°    | Liniers                                |
| Prom. | Acassuso                               |
| Prom. | Brown                                  |
| Prom. | Central Argentino                      |
| Prom. | Flandria                               |
| Prom. | Justo José Urquiza                     |
| Prom. | Juventud de Bernal                     |
| Prom. | Riestra                                |

| Descendidos de la Primera División B 1950 |
| ----------------------------------------- |
| No hubo                                   |

| Afiliados |
| --------- |
| Morón     |

El número de participantes aumentó a 16.

## Sistema de disputa
El torneo se disputó bajo el sistema de todos contra todos a 2 ruedas. El equipo con mayor puntaje se consagró campeón y obtuvo el ascenso.
Descensos
Los 2 peores puntajes descendieron a Tercera División.

## Equipos participantes
| Equipo                 | Ciudad           |
| ---------------------- | ---------------- |
| Acassuso               | Boulogne Sur Mer |
| Argentino              | Rosario          |
| Barracas Central       | Buenos Aires     |
| Brown                  | Adrogué          |
| Central Argentino      | San Martín       |
| Central Córdoba        | Rosario          |
| Colegiales             | Munro            |
| Estudiantes            | Buenos Aires     |
| Flandria               | Jáuregui         |
| Justo José de Urquiza  | Loma Hermosa     |
| Juventud de Bernal     | Bernal           |
| Liniers                | Buenos Aires     |
| Morón                  | Morón            |
| Riestra                | Buenos Aires     |
| San Telmo              | Buenos Aires     |
| Tiro Federal Argentino | Rosario          |

### Distribución geográfica de los equipos
| Región                 | Cant. | Equipos |
| ---------------------- | ----- | --- |
| Ciudad de Buenos Aires | 5     | Barracas Central, Estudiantes, Liniers, Riestra y San Telmo                                                  |
| Conurbano bonaerense   | 8     | Acassuso, Brown, Central Argentino, Colegiales, Flandria, Justo José de Urquiza, Juventud de Bernal, y Morón |
| Provincia de Santa Fe  | 3     | Argentino, Central Córdoba y Tiro Federal Argentino                                                          |

## Tabla de posiciones
| Pos. | Equipo                 | Pts. | J  | G  | E | P  | GF | GC | DG  |
| ---- | ---------------------- | ---- | -- | -- | - | -- | -- | -- | --- |
| 1.°  | Tiro Federal Argentino | 48   | 30 | 20 | 8 | 2  | 86 | 34 | 52  |
| 2.°  | Central Córdoba        | 45   | 30 | 20 | 5 | 5  | 90 | 27 | 63  |
| 3.°  | Argentino (R)          | 43   | 30 | 19 | 5 | 6  | 79 | 45 | 34  |
| 4.°  | Barracas Central       | 40   | 30 | 17 | 6 | 7  | 86 | 58 | 28  |
| 5.°  | Justo José de Urquiza  | 36   | 30 | 16 | 4 | 10 | 62 | 55 | 7   |
| 6.°  | San Telmo              | 35   | 30 | 14 | 7 | 9  | 70 | 58 | 12  |
| 7.°  | Brown                  | 35   | 30 | 14 | 7 | 9  | 55 | 49 | 6   |
| 8.°  | Colegiales             | 34   | 30 | 16 | 2 | 12 | 76 | 52 | 14  |
| 9.°  | Estudiantes            | 32   | 30 | 14 | 4 | 12 | 66 | 56 | 10  |
| 10.° | Liniers                | 24   | 30 | 8  | 8 | 14 | 60 | 81 | -21 |
| 11.° | Deportivo Riestra      | 23   | 30 | 8  | 7 | 15 | 51 | 64 | -13 |
| 12.° | Juventud de Bernal     | 19   | 30 | 6  | 7 | 17 | 58 | 82 | -24 |
| 13.° | Central Argentino      | 19   | 30 | 7  | 5 | 18 | 40 | 87 | -47 |
| 14.° | Acassuso               | 18   | 30 | 7  | 4 | 19 | 44 | 84 | -40 |
| 15.° | Morón                  | 15   | 30 | 6  | 3 | 21 | 40 | 80 | -40 |
| 16.° | Flandria               | 14   | 30 | 5  | 4 | 21 | 30 | 81 | -51 |

## Resultados

### Primera Rueda
| Fecha 1 | Fecha 1   | Fecha 1   | Fecha 1 | Fecha 1 |
| Local   | Resultado | Visitante | Lugar   | Fecha   |
| ------- | --------- | --------- | ------- | ------- |

| Fecha 2 | Fecha 2   | Fecha 2   | Fecha 2 | Fecha 2 |
| Local   | Resultado | Visitante | Lugar   | Fecha   |
| ------- | --------- | --------- | ------- | ------- |

| Fecha 3 | Fecha 3   | Fecha 3   | Fecha 3 | Fecha 3 |
| Local   | Resultado | Visitante | Lugar   | Fecha   |
| ------- | --------- | --------- | ------- | ------- |

| Fecha 4 | Fecha 4   | Fecha 4   | Fecha 4 | Fecha 4 |
| Local   | Resultado | Visitante | Lugar   | Fecha   |
| ------- | --------- | --------- | ------- | ------- |

| Fecha 5 | Fecha 5   | Fecha 5   | Fecha 5 | Fecha 5 |
| Local   | Resultado | Visitante | Lugar   | Fecha   |
| ------- | --------- | --------- | ------- | ------- |

| Fecha 6 | Fecha 6   | Fecha 6   | Fecha 6 | Fecha 6 |
| Local   | Resultado | Visitante | Lugar   | Fecha   |
| ------- | --------- | --------- | ------- | ------- |

| Fecha 7 | Fecha 7   | Fecha 7   | Fecha 7 | Fecha 7 |
| Local   | Resultado | Visitante | Lugar   | Fecha   |
| ------- | --------- | --------- | ------- | ------- |

| Fecha 8 | Fecha 8   | Fecha 8   | Fecha 8 | Fecha 8 |
| Local   | Resultado | Visitante | Lugar   | Fecha   |
| ------- | --------- | --------- | ------- | ------- |

| Fecha 9 | Fecha 9   | Fecha 9   | Fecha 9 | Fecha 9 |
| Local   | Resultado | Visitante | Lugar   | Fecha   |
| ------- | --------- | --------- | ------- | ------- |

| Fecha 10 | Fecha 10  | Fecha 10  | Fecha 10 | Fecha 10 |
| Local    | Resultado | Visitante | Lugar    | Fecha    |
| -------- | --------- | --------- | -------- | -------- |

| Fecha 11 | Fecha 11  | Fecha 11  | Fecha 11 | Fecha 11 |
| Local    | Resultado | Visitante | Lugar    | Fecha    |
| -------- | --------- | --------- | -------- | -------- |

| Fecha 12 | Fecha 12  | Fecha 12  | Fecha 12 | Fecha 12 |
| Local    | Resultado | Visitante | Lugar    | Fecha    |
| -------- | --------- | --------- | -------- | -------- |

| Fecha 13 | Fecha 13  | Fecha 13  | Fecha 13 | Fecha 13 |
| Local    | Resultado | Visitante | Lugar    | Fecha    |
| -------- | --------- | --------- | -------- | -------- |

| Fecha 14 | Fecha 14  | Fecha 14  | Fecha 14 | Fecha 14 |
| Local    | Resultado | Visitante | Lugar    | Fecha    |
| -------- | --------- | --------- | -------- | -------- |

| Fecha 15 | Fecha 15  | Fecha 15  | Fecha 15 | Fecha 15 |
| Local    | Resultado | Visitante | Lugar    | Fecha    |
| -------- | --------- | --------- | -------- | -------- |

### Segunda Rueda
| Fecha 16 | Fecha 16  | Fecha 16  | Fecha 16 | Fecha 16 |
| Local    | Resultado | Visitante | Lugar    | Fecha    |
| -------- | --------- | --------- | -------- | -------- |

| Fecha 17 | Fecha 17  | Fecha 17  | Fecha 17 | Fecha 17 |
| Local    | Resultado | Visitante | Lugar    | Fecha    |
| -------- | --------- | --------- | -------- | -------- |

| Fecha 18 | Fecha 18  | Fecha 18  | Fecha 18 | Fecha 18 |
| Local    | Resultado | Visitante | Lugar    | Fecha    |
| -------- | --------- | --------- | -------- | -------- |

| Fecha 19 | Fecha 19  | Fecha 19  | Fecha 19 | Fecha 19 |
| Local    | Resultado | Visitante | Lugar    | Fecha    |
| -------- | --------- | --------- | -------- | -------- |

| Fecha 20 | Fecha 20  | Fecha 20  | Fecha 20 | Fecha 20 |
| Local    | Resultado | Visitante | Lugar    | Fecha    |
| -------- | --------- | --------- | -------- | -------- |

| Fecha 21 | Fecha 21  | Fecha 21  | Fecha 21 | Fecha 21 |
| Local    | Resultado | Visitante | Lugar    | Fecha    |
| -------- | --------- | --------- | -------- | -------- |

| Fecha 22 | Fecha 22  | Fecha 22  | Fecha 22 | Fecha 22 |
| Local    | Resultado | Visitante | Lugar    | Fecha    |
| -------- | --------- | --------- | -------- | -------- |

| Fecha 23 | Fecha 23  | Fecha 23  | Fecha 23 | Fecha 23 |
| Local    | Resultado | Visitante | Lugar    | Fecha    |
| -------- | --------- | --------- | -------- | -------- |

| Fecha 24 | Fecha 24  | Fecha 24  | Fecha 24 | Fecha 24 |
| Local    | Resultado | Visitante | Lugar    | Fecha    |
| -------- | --------- | --------- | -------- | -------- |

| Fecha 25 | Fecha 25  | Fecha 25  | Fecha 25 | Fecha 25 |
| Local    | Resultado | Visitante | Lugar    | Fecha    |
| -------- | --------- | --------- | -------- | -------- |

| Fecha 26 | Fecha 26  | Fecha 26  | Fecha 26 | Fecha 26 |
| Local    | Resultado | Visitante | Lugar    | Fecha    |
| -------- | --------- | --------- | -------- | -------- |

| Fecha 27 | Fecha 27  | Fecha 27  | Fecha 27 | Fecha 27 |
| Local    | Resultado | Visitante | Lugar    | Fecha    |
| -------- | --------- | --------- | -------- | -------- |

| Fecha 28 | Fecha 28  | Fecha 28  | Fecha 28 | Fecha 28 |
| Local    | Resultado | Visitante | Lugar    | Fecha    |
| -------- | --------- | --------- | -------- | -------- |

| Fecha 29 | Fecha 29  | Fecha 29  | Fecha 29 | Fecha 29 |
| Local    | Resultado | Visitante | Lugar    | Fecha    |
| -------- | --------- | --------- | -------- | -------- |

| Fecha 30 | Fecha 30  | Fecha 30  | Fecha 30 | Fecha 30 |
| Local    | Resultado | Visitante | Lugar    | Fecha    |
| -------- | --------- | --------- | -------- | -------- |

## Reestructuración
Finalizado el torneo, a los 2 descendidos se les sumaron los equipos que habían sido promovidos de la Tercera División, siendo devueltos al certamen que volvió a disputarse en 1952.